# Capella de Sant Fruitós (Sentmenat)
La Capella de Sant Fruitós és una obra capella del municipi de Sentmenat (Vallès Occidental) que forma part de l'Inventari del Patrimoni Arquitectònic de Catalunya.

## Descripció
És una capella romànica d'una sola nau i absis en forma de semicircumferència. La construcció dels murs és de pedra i morter. La nau, engendrada per un arc apuntat, està coberta amb volta de canó seguit. La capella s'il·lumina per tres finestres, una d'arc de mig punt centrada a l'absis i dues de circulars, situades als murs de migdia i de ponent. La porta d'accés, totalment modificada, es troba al mur de migdia.

## Història
La capella es troba dalt de la carena que va del Pla a Sentmenat, sortint pel carrer de Clament Honet que segueix la Serra de Dalt a l'extrem nord de Sentmenat, al costat de la casa de Can Fruitós. Aquest edifici primitiu data del 1065. La restauració més notable va ser al segle xviii, tot i que n'han existit d'altres tant anteriors com posteriors. Tant l'absis com tota la planta són romànics.
En els primers anys del segle xi, hi ha constància de l'existència d'una torre construïda al llarg de la Vall d'Aiguasma, nom antic del riu que baixa del castell de Guanta. En un document de l'any 1065, ja apareix l'existència de la capella. L'any 1113, el senescal Guillem i els seus fills van fer donació de l'església i del cementiri de Sant Fruitós a Santa Maria de Solsona.